# Oleria onega
Oleria onega är en fjärilsart som beskrevs av William Chapman Hewitson 1852. Oleria onega ingår i släktet Oleria och familjen praktfjärilar. Inga underarter finns listade i Catalogue of Life.

## Bildgalleri

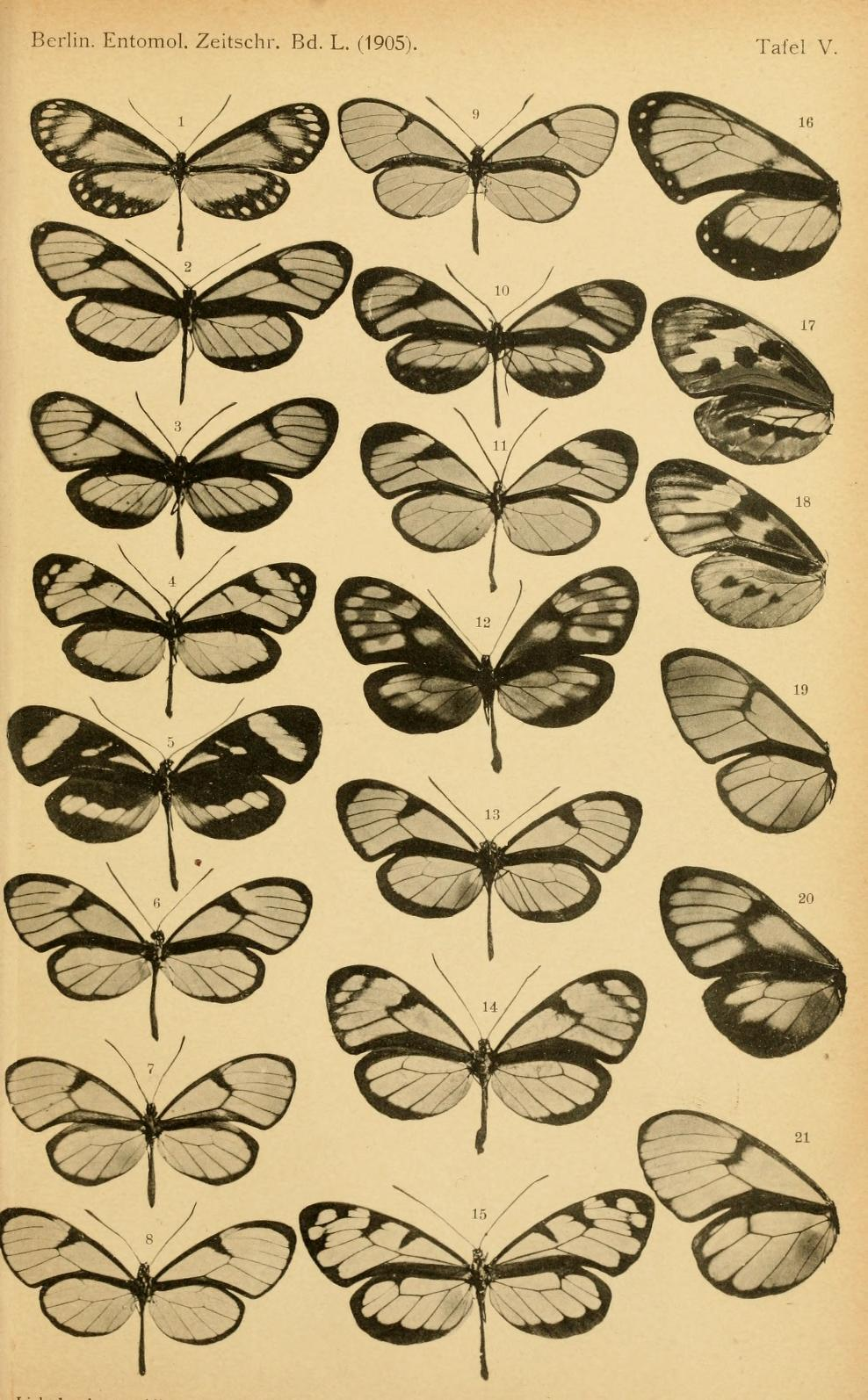
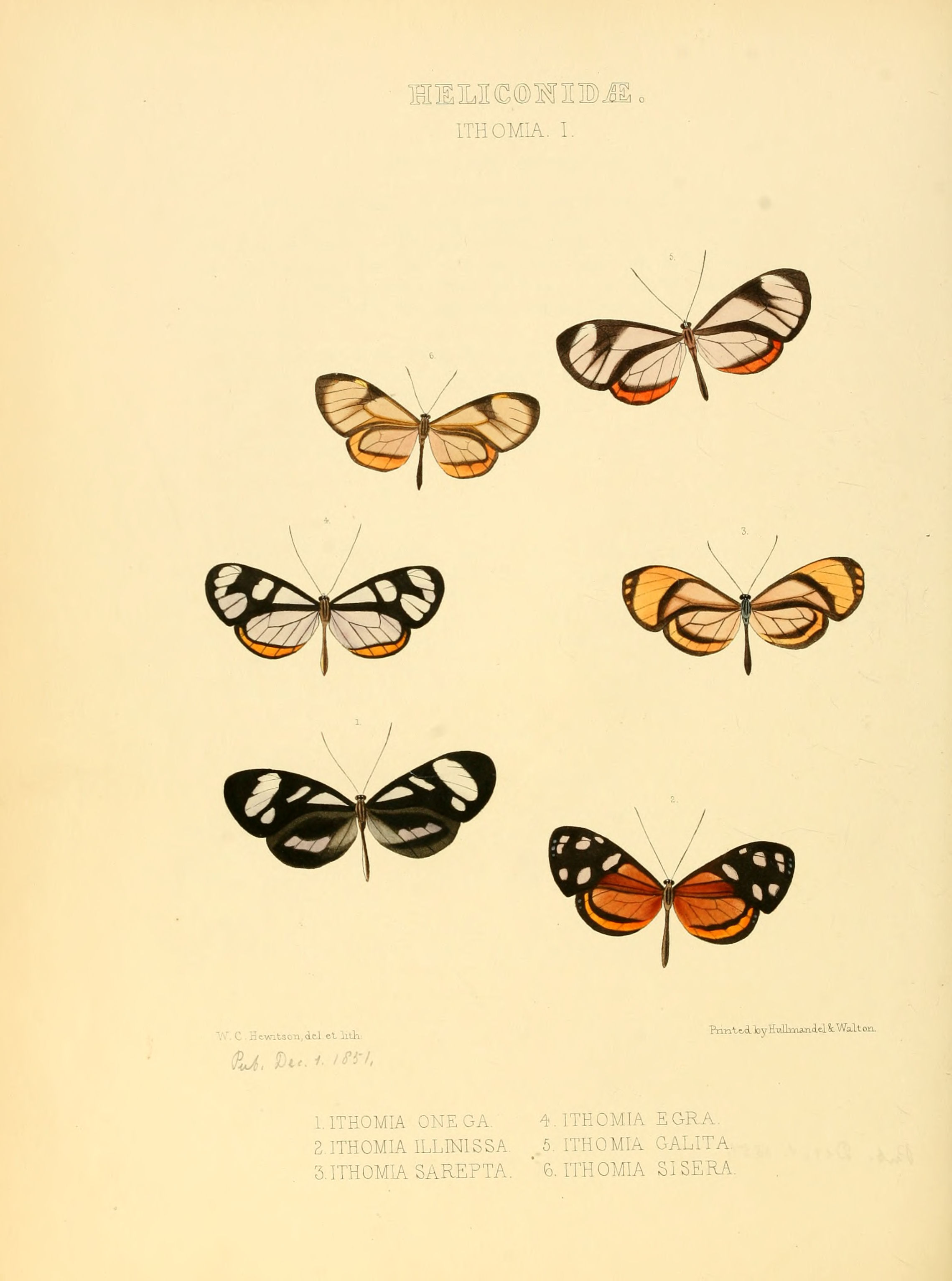
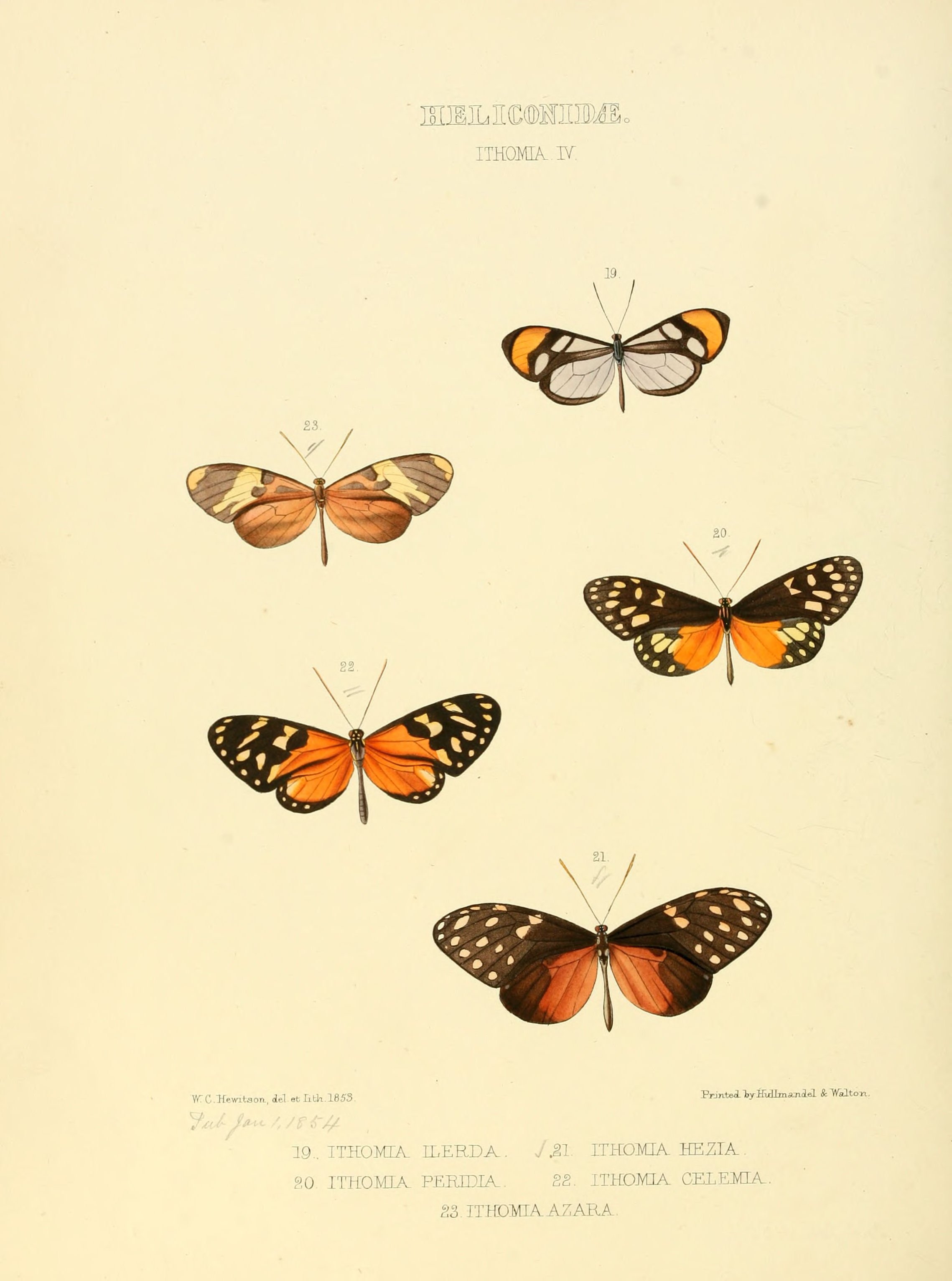
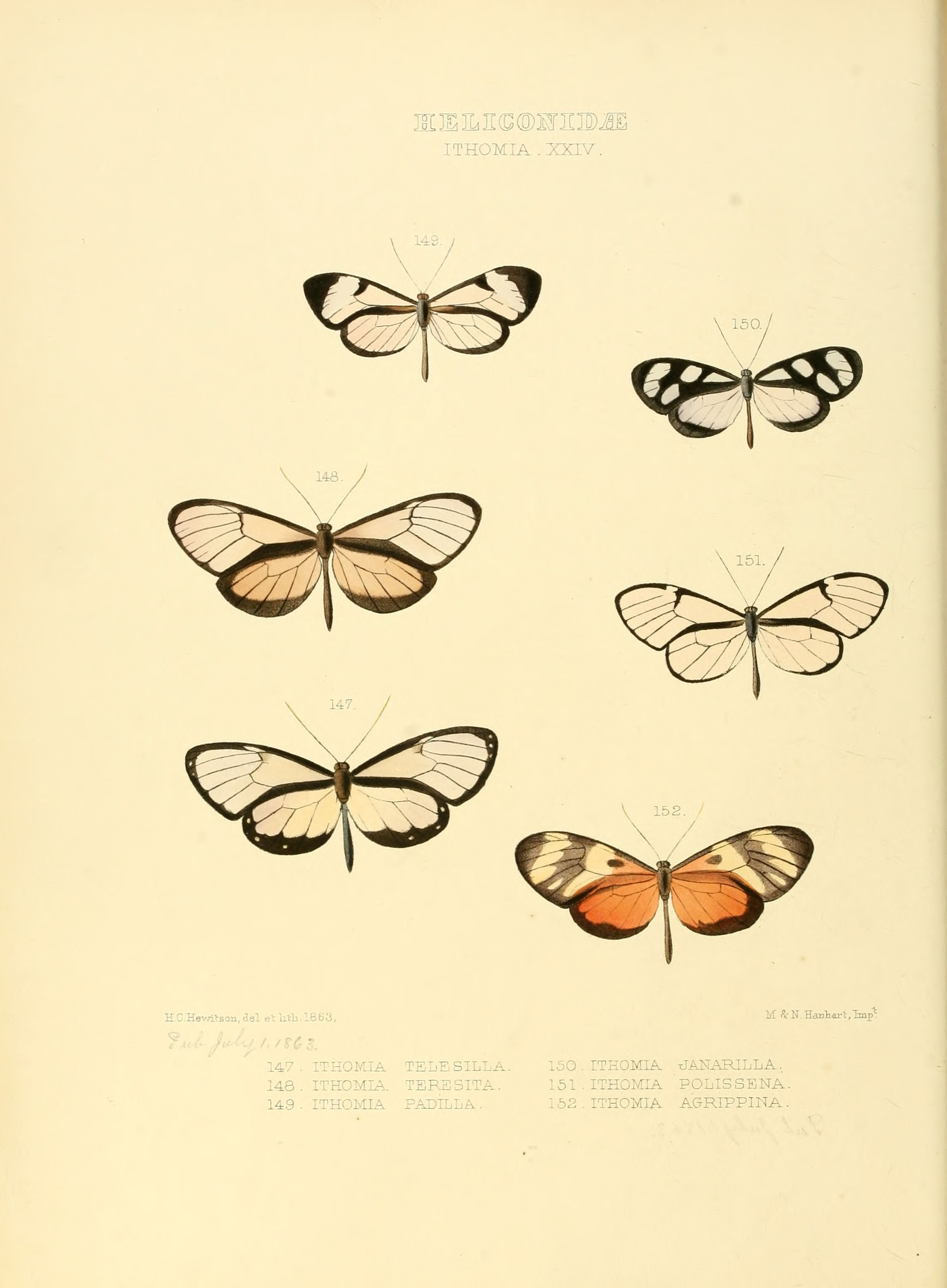